# Eufidonia discospilata
Eufidonia discospilata là một loài bướm đêm trong họ Geometridae.